# B'z The Best "Ultra Treasure"
B'z The Best "Ultra Treasure" é a décima coletânea da banda japonesa de hard rock B'z, lançada em 17 de setembro de 2008 pela Vermillion Records para comemorar os vinte anos de carreira da banda. Vendeu 611.172 cópias no total, chegando à 1ª colocação da Oricon e da Billboard Japan Top Albums. O álbum é triplo, sendo dois discos de hits e um DVD.
As faixas do álbum foram escolhidas por fãs que votaram em uma enquete no site comemorativo dos vinte anos de B'z. Cada pessoa pôde votar em três canções entre todas já lançadas por B'z. "Brotherhood", do álbum homônimo foi a mais votada.

## Faixas

### Disco um
1. "Blowin' -Ultra Treasure Style-"
2. "Wonderful Opportunity"
3. "Moh Ichido Kiss Shitakatta [もう一度キスしたかった]"
4. "Time"
5. "Koi-Gokoro [恋心(KOI-GOKORO)]"
6. "Run"
7. "Sayonara Nankawa Iwasenai [さよならなんかは言わせない]"
8. "Gekkoh [月光]"
9. "Koijya Nakunaru Hi [恋じゃなくなる日]"
10. "Don't Leave Me"
11. "Love Is Dead"
12. "Haru [春]"
13. "Motel"
14. "You & I"
15. "Yumemigaoka [夢見が丘]"
16. "Kienai Niji [消えない虹]"

### Disco dois
1. "Brotherhood"
2. "Swimmer-Yo!! [スイマーよ!!]"
3. "Happiness [ハピネス]"
4. "One"
5. "F･E･A･R -2008 Mix-"
6. "Nagai Ai [ながい愛]"
7. "Rock Man"
8. "Devil"
9. "New Message"
10. "Arakure [アラクレ]"
11. "Yuruginai Mono Hitotsu [ゆるぎないものひとつ]"
12. "Pierrot [ピエロ]"
13. "Burn -Fumetsu no Feisu- [Burn -フメツノフェイス-]"
14. "Home (※ English Lyrics ver.)"
15. "Glory Days (グローリーデイズ)"

### Disco três
1. "Itsuka Mata Kokode (いつかまたここで)"